# Wen Zhengming
Wen Zhengming (traditioneel Chinees: 文徵明; 1470–1559), geboren Wen Bi (文璧), was een Chinees kunstschilder, kalligraaf, dichter en literator die actief was tijdens de Ming-periode. Zijn artistieke naam  was Hengshan. Wen wordt gerekend tot de Vier Meesters van de Ming-dynastie.

## Biografie
Wen Zhengming werd op 28 november 1470 als Wen Bi geboren in Suzhou, in de provincie Jiangsu. Hij was de jongste van twee zonen van Wen Lin, een hoge ambtenaar aan het keizerlijk hof, en zijn vrouw Qi Shenning. Qi stierf in 1476 op 32-jarige leeftijd.
Wen kreeg op latere leeftijd zijn omgangsnaam Wen Zhengming. Wens artistieke naam Hengshan is vernoemd naar de gelijknamige plaats waar Wen Tianxian leefde, een ver familielid die een hoog ambt bekleedde aan het hof van de Song-dynastie.
In 1489 werd Wen Zhengming een leerling van de kunstschilder Shen Zhou. Samen legden zij basis voor de Wu-school, een stroming waarin een contemplatieve levenswijze, liefde voor de natuur en zelfexpressie centraal stonden. Zowel Shen als Wen werden later door Dong Qichang tot de Vier Meesters van de Ming-dynastie gerekend. Tang Yin, die door Wen Lin op jonge leeftijd in bescherming werd genomen, werd ook tot de vier gerekend. Na de dood van Wen Lin in 1499 schreef Shen Zhou een verslag van diens leven.

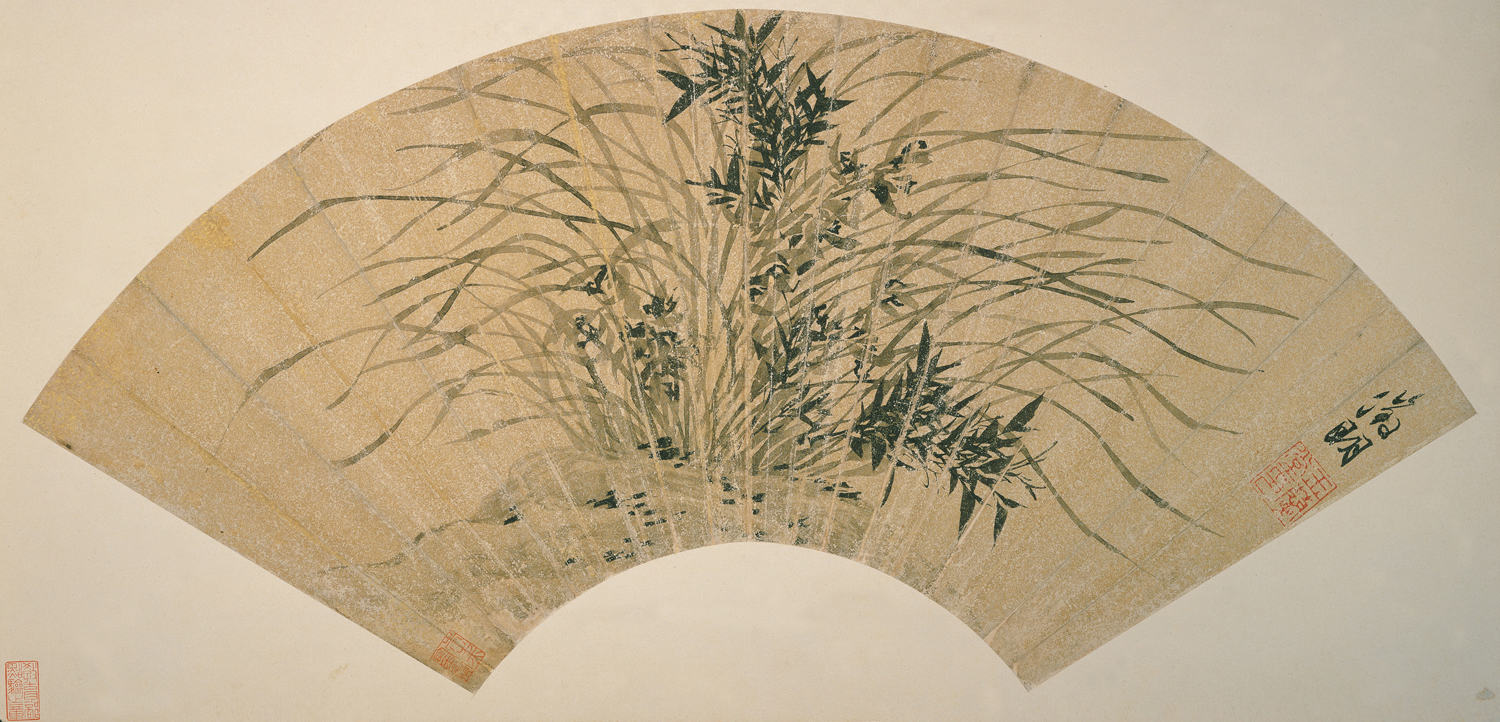
Orchideeën en bamboe, waaier beschilderd door Wen

Rond 1490 huwde Wen Zhengming met de dochter van een hoge ambtenaar genaamd Wu Yu. Zij was een nicht van Xia Chang (1388–1470), een gerenommeerd schilder wiens bamboeschilderingen mogelijk een invloed had op Wens schilderkunst. Er is weinig bekend over Wens vrouw en ook haar naam is niet bewaard gebleven. Zij stierf in 1542.
Wen zakte de eerste keer voor de keizerlijke examens wegens zijn slecht uitgevoerde kalligrafie. Hij besloot om zich zoveel mogelijk te bekwamen in deze kunst. Naar eigen zeggen begon hij elke dag met oefeningen in kalligrafie. Nadat Wen voor de negende maal voor de examens zakte, werd hij in 1523 aanbevolen voor de Hanlin-academie, de schildersacademie van het keizerlijk hof. Zijn schildersidealen deden hem in 1526 besluiten om de academie te verlaten om zich onafhankelijk aan de dichtkunst, kalligrafie en schilderkunst te kunnen wijden.

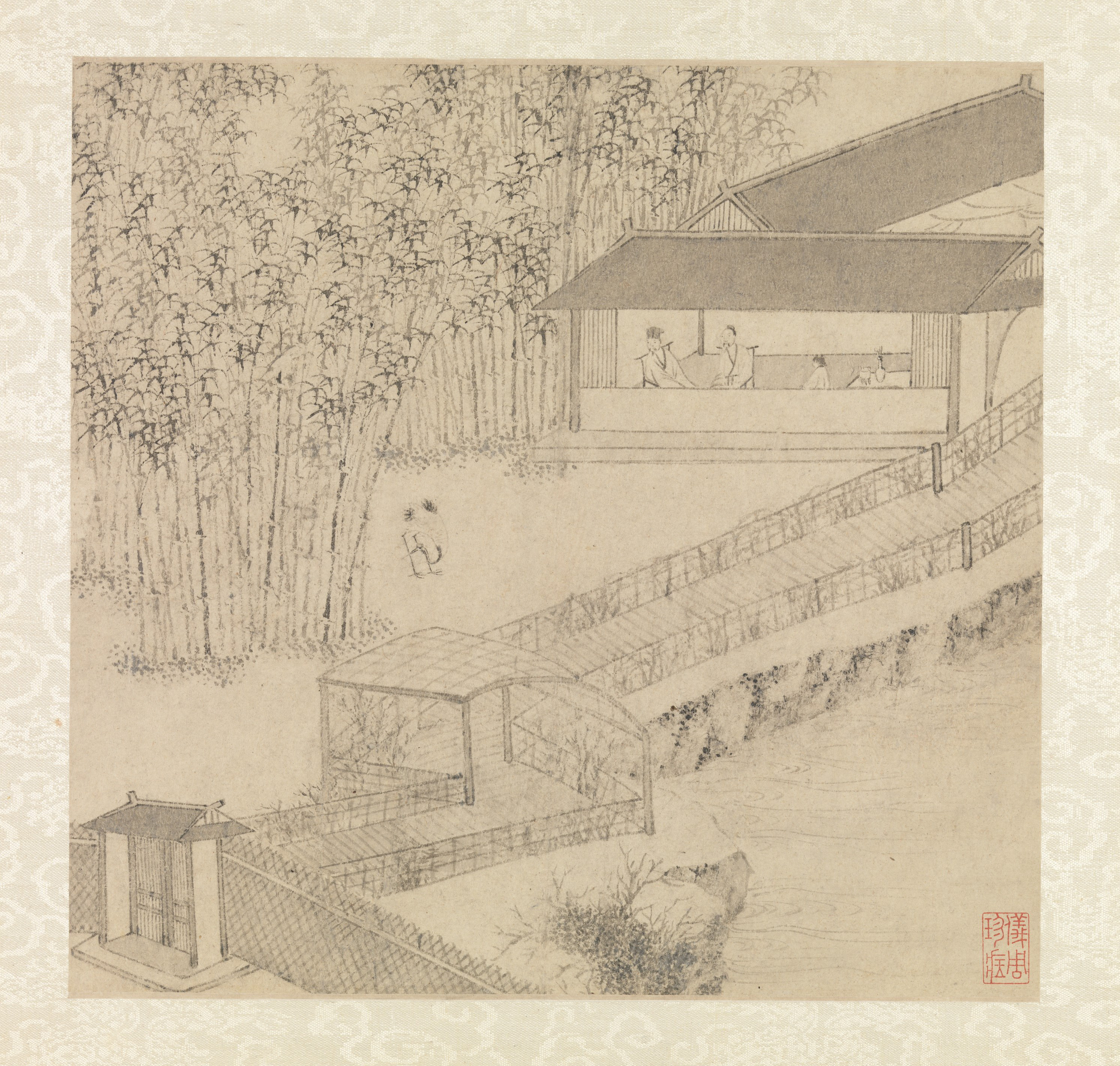
Tuin van de nederige beheerder, albumblad van Wen Zhengming uit 1551

Wen zag kunst en natuur als onafscheidelijke zaken en zowel zijn gedichten als zijn schilderingen waren regelmatig door de natuur geïnspireerd. Hij ontwierp een aantal tuinen, waaronder de 'Tuin van de nederige beheerder' in Suzhou.
Wen Zhengming stierf op 28 maart 1559. Hij liet twee zonen na: Wen Peng (1497–1573), een gerenommeerd zegelsnijder, en de kunstschilder Wen Jia (ca. 1501–1583).

## Werken
Wen Zhengming behoorde tot een groep literati die later door Dong Qichang de Zuidelijke School werd genoemd. Hun schilderstijl steekt scherp af tegenover de perfectionistische academische schilderstijl die aan het keizerlijk hof populair was, en borduurde voort op de stijl van de Tang- en Yuan-meesters. Sommigen van deze vernieuwende kunstschilders zochten opdrachtgevers buiten het hof, maar Wen was vermogend genoeg om onafhankelijk te kunnen werken.

### Literaire werken
Wen was een bedreven dichter en kalligraaf. Samen met zijn tijdgenoten Tang Yin, Zhu Yunming (1460–1526) en Xu Zhenqing (1479–1511) wordt hij gerekend tot de Vier Literaire Meesters van Wuzhong. Zijn kalligrafietechniek was beïnvloed door Huang Tingjian uit de Song-periode. Veel schilderwerken van Shen Zhou en Qiu Ying, ook een van de Vier Meesters, zijn voorzien van gedichten en colofons met commentaren van Wen.

### Schilderkunst
Het schildersoeuvre van Wen omvat een groot aantal stijlen. Veel van zijn werken werden geregeld foutief toegeschreven aan andere kunstschilders. Wen werd daarom ook wel een "kameleon" genoemd. Hij was onder andere bedreven in vogel- en bloemschilderingen in de gongbi-stijl en bloem- en bamboeschilderingen in dik aangebrachte gewassen inkt. Wen schilderde orchideeën meestal in een regenachtige setting en bamboe in een hevige wind.

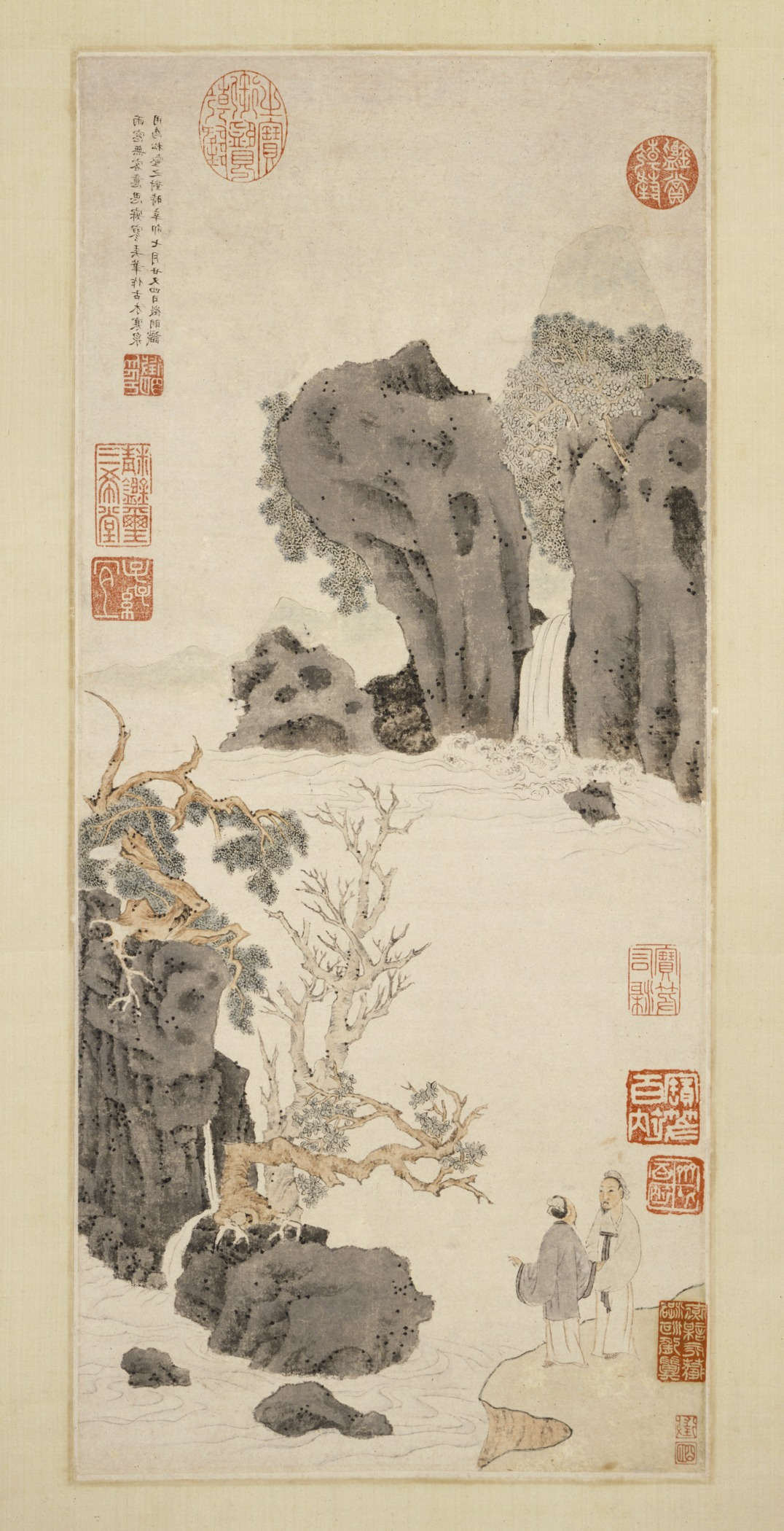
Oude bomen bij een koude waterval, 1531
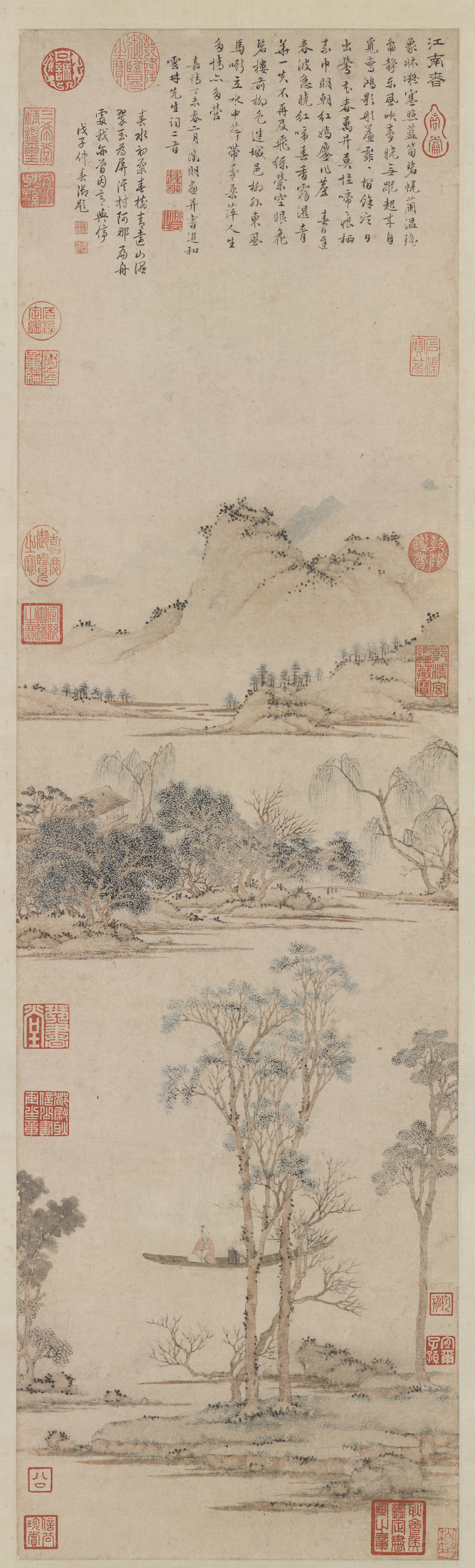
Lente in Kiangnan, 1547
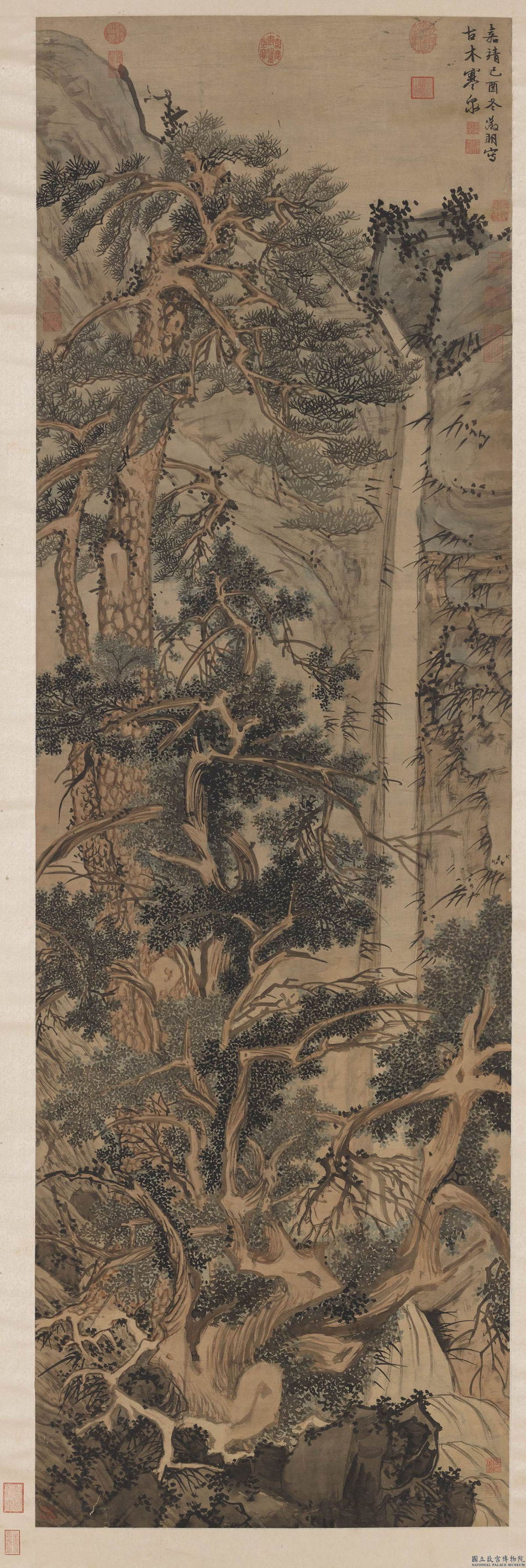
Oude bomen bij een waterval, 1549
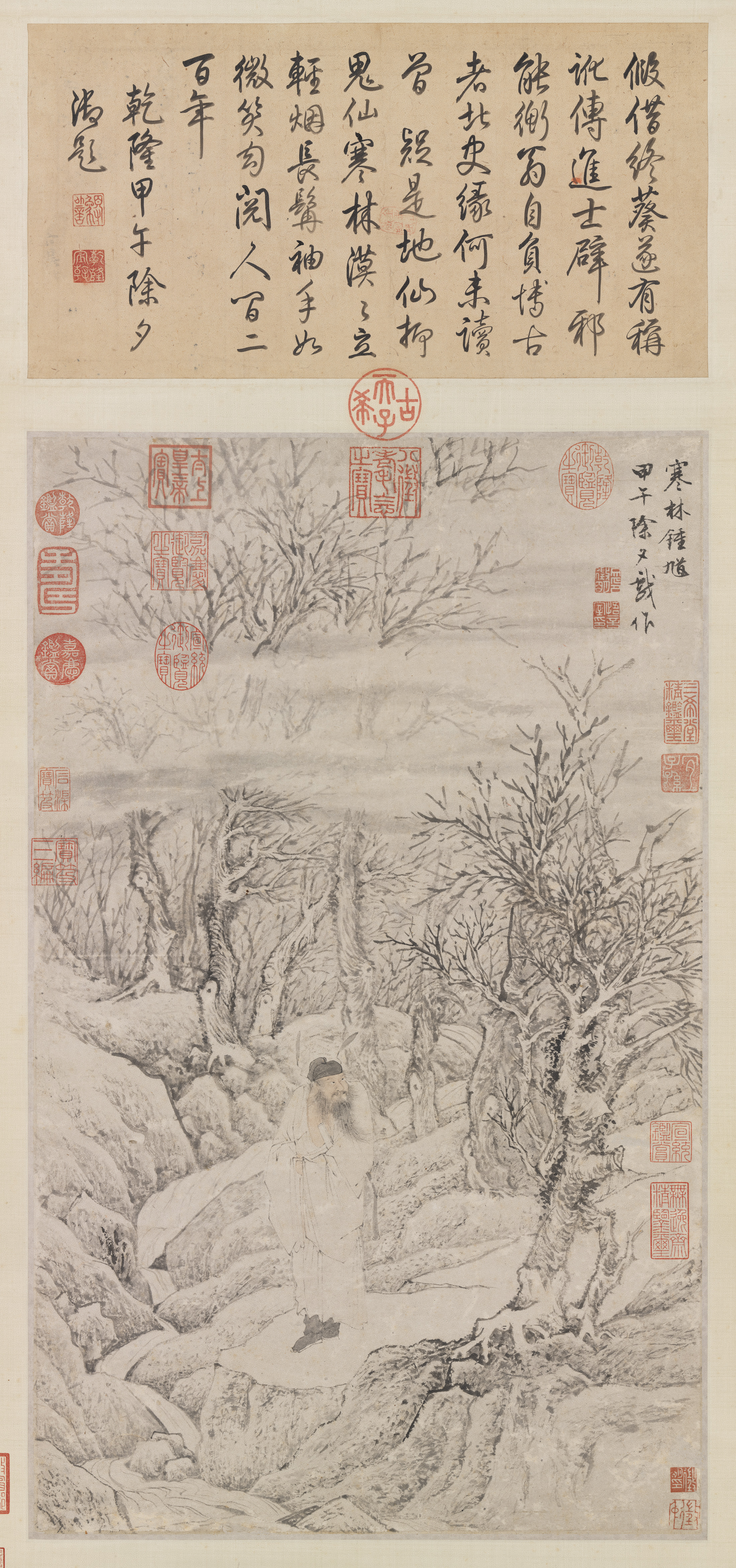
Zhong Kui in een winters bos

Ook is Wen bekend om zijn vredige, sierlijke shan shui-landschappen in de stijl van de oude meesters, zoals de blauwgroene landschapsstijl van Li Sixun (653–718) en zijn zoon Li Zhaodao. Een andere kunstenaar die een grote invloed had op Wen was Zhao Mengfu (1254–1322), een hoge ambtenaar aan het hof van de Yuan-dynastie. Ook vertonen Wens werken invloeden van andere Yuan-meesters als Huang Gongwang (1269–1354), Ni Zan (1301–1374) en Wang Meng (1308–1385).
- Bibliothèque nationale de France: cb15017648d (data)
- CiNii: DA05498543
- Gemeinsame Normdatei: 130076031
- International Standard Name Identifier: 0000 0001 2320 1583
- KulturNav: e7d497b8-b9d1-491a-9066-6392a49f71f8
- Library of Congress Control Number: n81090236
- Bibliotheek van het Japanse parlement: 00314113
- Nationale Bibliotheek van Tsjechië: xx0303542
- Nationale bibliotheek van Australië: 36730414
- Nationale Bibliotheek van Israël: 987007507794505171
- Nederlandse Thesaurus van Auteursnamen: 07344541X
- Réseau des bibliothèques de Suisse occidentale: 02-A010167046
- RKD-Nederlands Instituut voor Kunstgeschiedenis: 333234
- LIBRIS: 301095
- SNAC: w6fj65n7
- Système universitaire de documentation: 084109254
- Trove: 1438292
- Union List of Artist Names: 500336955
- Virtual International Authority File: 30634969
- WorldCat: E39PBJht9TJFdR4m4qPYyCKWXd